# Erik Holm
Erik Gustav Wilhelm Holm (Stoccolma, 7 gennaio 1912 – Stoccolma, 28 luglio 1999) è stato un pallanuotista svedese che ha partecipato alle Olimpiadi di Berlino 1936, di Londra 1948 e di Helsinki 1952.